# Tubœuf
Tubœuf est une ancienne commune française du département de l'Orne, réunie à Saint-Michel-la-Forêt le 27 février 1965 pour former Saint-Michel-Tubœuf.

## Toponymie
Il s'agit d'un des nombreux noms de lieux basés sur le nom du bœuf. Il n'est pas exclu que Tubœuf puisse remonter à un sobriquet, peut être un nom d'homme médiéval pris absolument et signifiant le « tueur de bœufs ». En réalité, il s'agit plutôt d'un composé métaphorique tue bœuf qui désigne un abattoir cf. Matabiau (Haute-Garonne, Toulouse).

## Histoire
Au XVIe siècle, le bourg a pour baron Maurice de La Vigne, également seigneur du Saussey (Saulxey) à Sainte-Colombe, de la Haye, de Morville et d'Émondeville, qui épousa dans la première moitié de ce siècle demoiselle Roberde de Poilley, dame de Tréauville.

## Administration
| Période                                  | Période | Identité | Étiquette | Qualité            |
| ---------------------------------------- | ------- | -------- | --------- | ------------------ |
| 18XX                                     | 18XX    | Beau     |           | Conseiller général |
| Les données manquantes sont à compléter. |         |          |           |                    |

## Démographie
| 1793 | 1800 | 1806 | 1821 | 1831 | 1836 |
| ---- | ---- | ---- | ---- | ---- | ---- |
| 180  | 206  | 216  | 208  | abs. | 176  |

| 1841 | 1846 | 1851 | 1856 | 1861 | 1866 |
| ---- | ---- | ---- | ---- | ---- | ---- |
| 201  | 194  | 166  | 162  | 158  | 150  |

| 1872 | 1876 | 1881 | 1886 | 1891 | 1896 |
| ---- | ---- | ---- | ---- | ---- | ---- |
| 119  | 140  | 115  | 114  | 143  | 111  |

| 1901 | 1906 | 1911 | 1921 | 1926 | 1931 |
| ---- | ---- | ---- | ---- | ---- | ---- |
| 106  | 123  | 132  | 115  | 108  | 125  |

| 1936 | 1946 | 1954 | 1962 | - | - |
| ---- | ---- | ---- | ---- | - | - |
| 135  | 121  | 110  | 128  | - | - |